# Scottish Open 1984 (November)
Die Scottish Open 1984 im Badminton fanden vom 24. bis zum 25. November 1984 in Edinburgh statt. Durch die Verlagerung des Austragungsdatums der Scottish Open von Januar zu November gab es im Jahr 1984 zwei Auflagen der Titelkämpfe.

## Sieger und Platzierte
| Disziplin    | Gold                          | Silber                           | Bronze                            |
| ------------ | ----------------------------- | -------------------------------- | --------------------------------- |
| Herreneinzel | Zhao Jianhua                  | Jens Peter Nierhoff              | Morten Frost                      |
| Herreneinzel | Zhao Jianhua                  | Jens Peter Nierhoff              | Ib Frederiksen                    |
| Dameneinzel  | Kirsten Larsen                | Dorte Kjær                       | Fiona Elliott                     |
| Dameneinzel  | Kirsten Larsen                | Dorte Kjær                       | Gillian Martin                    |
| Herrendoppel | Andy Goode Nigel Tier         | Morten Frost Jens Peter Nierhoff | Dan Travers Billy Gilliland       |
| Herrendoppel | Andy Goode Nigel Tier         | Morten Frost Jens Peter Nierhoff | Iain Pringle Alex White           |
| Damendoppel  | Karen Chapman Jane Webster    | Karen Beckman Pamela Hamilton    | Kirsten Larsen Dorte Kjær         |
| Damendoppel  | Karen Chapman Jane Webster    | Karen Beckman Pamela Hamilton    | Heidi Krickhaus Kirsten Schmieder |
| Mixed        | Billy Gilliland Karen Chapman | Dipak Tailor Karen Beckman       | Philip Sutton Jane Webster        |
| Mixed        | Billy Gilliland Karen Chapman | Dipak Tailor Karen Beckman       | Ulf Persson Maria Bengtsson       |

## Finalresultate
| Disziplin    | Sieger                        | Finalist                         | Ergebnis           |
| ------------ | ----------------------------- | -------------------------------- | ------------------ |
| Herreneinzel | Zhao Jianhua                  | Jens Peter Nierhoff              | 15–5, 15–7         |
| Dameneinzel  | Kirsten Larsen                | Dorte Kjær                       | 11–5, 11–4         |
| Herrendoppel | Andy Goode Nigel Tier         | Morten Frost Jens Peter Nierhoff | 15–12, 8–15, 15–9  |
| Damendoppel  | Karen Chapman Jane Webster    | Karen Beckman Pamela Hamilton    | 14–18, 18–13, 15–6 |
| Mixed        | Billy Gilliland Karen Chapman | Dipak Tailor Karen Beckman       | 15–3, 15–6         |